# Parcoul
Parcoul là một xã của Pháp, nằm ở tỉnh Dordogne trong vùng Aquitaine của Pháp.
Parcoul có diện tích 14,17  km², dân số năm 2004 là 363 người. Xã này nằm ở khu vực có độ cao tối đa 109 m.

## Thông tin nhân khẩu
| Năm    | 1962 | 1968 | 1975 | 1982 | 1990 | 1999 | 2004 |
| ------ | ---- | ---- | ---- | ---- | ---- | ---- | ---- |
| Dân số | 474  | 432  | 421  | 377  | 363  | 411  | 363  |